# Israel Kamakawiwoʻole
Israel Kaʻanoʻi Kamakawiwoʻole (Honolulu, Havaji, 20. svibnja 1959. – Honolulu, Havaji, 26. lipnja 1997.) bio je havajski glazbenik.
Poznat je postao široj javnosti nakon što je objavio album Facing Future na kojem su bile pjesme koje je on sam preradio: "Over the Rainbow" i "What a Wonderful World" s kojima je postigao međunarodni uspjeh. Svirao je ukulele, a jedan je od najuspješnijih havajskih glazbenika u povijesti.

## Rani život
Glazbom se počeo baviti s 11 godina s bratom Skippyem. Kasnije je studirao na "University of Hawaii at Hilo" te se njegova obitelj preselila u Makahu, gdje je Israel upoznao Louisa "Moon" Kauakahia, Sama Graya i Jeromea Koka. S njima i bratom osniva grupu "Makaha Sons of Niʻihau" s kojima je putovao Havajima i središnim SAD-om te snimio petnaestak albuma tijekom 70-tih i 80-tih godina. Godine 1982. dogodila mu se tragedija kada mu je brat Skippy preminuo od srčane kapi.

## Karijera
Prije smrti brata, Israel i njegova grupa snimili su petnaestak albuma te postali popularni na Havajima. Album pod nazivom Ka 'Ano'i  izdao je 1990. godine i osvojio nagrade "Contemporary Album of the Year" i "Muški vokal godine" po "Hawaiʻi Academy of Recording Arts (HARA)". Dvjema preradama, "Over the Rainbow" i "What a Wonderful World" s albuma Facing Future iz 1993. godine Israel je osvojio srca mnogih Havajčana pa i šire. Album postao 2005. najprodavaniji album na Havajima u povijesti. Njegovu bogatu karijeru okončala je smrt u 38. godini života.

## Smrt
Kamakawiwoʻole je za života dosegnuo težinu od 350 kilograma. Nakon nekoliko pokušaja liječenja, Israel je 26. lipnja 1997. godine preminuo zbog respiratornih problema u 38. godini života. Na dan pogreba, 10. srpnja 1997. havajske zastave bile su spuštena na pola koplja. On je bio treća osoba koja je dobila tu čast. Pogrebu je nazočilo preko 10.000 ljudi.

## Diskografija
- 1990.: Ka 'Ano'i
- 1993.: Facing Future
- 1995.: E Ala E
- 1996.: N Dis Life
- 1998.: Iz in Concert: The Man and His Music
- 2001.: Alone in Iz World
- 2004.: Iz: The Man Behind the Music
- 2007.: Wonderful World

## Vanjske poveznice
- Israel Kamakawiwo Neslužbena stranica
- Israel Kamakawiwo'ole u internetskoj bazi filmova IMDb-u (engl.)